# Doratulina jhokensis
Doratulina jhokensis är en insektsart som beskrevs av M. Firoz Ahmed. Doratulina jhokensis ingår i släktet Doratulina och familjen dvärgstritar. Inga underarter finns listade i Catalogue of Life.